# Пружина

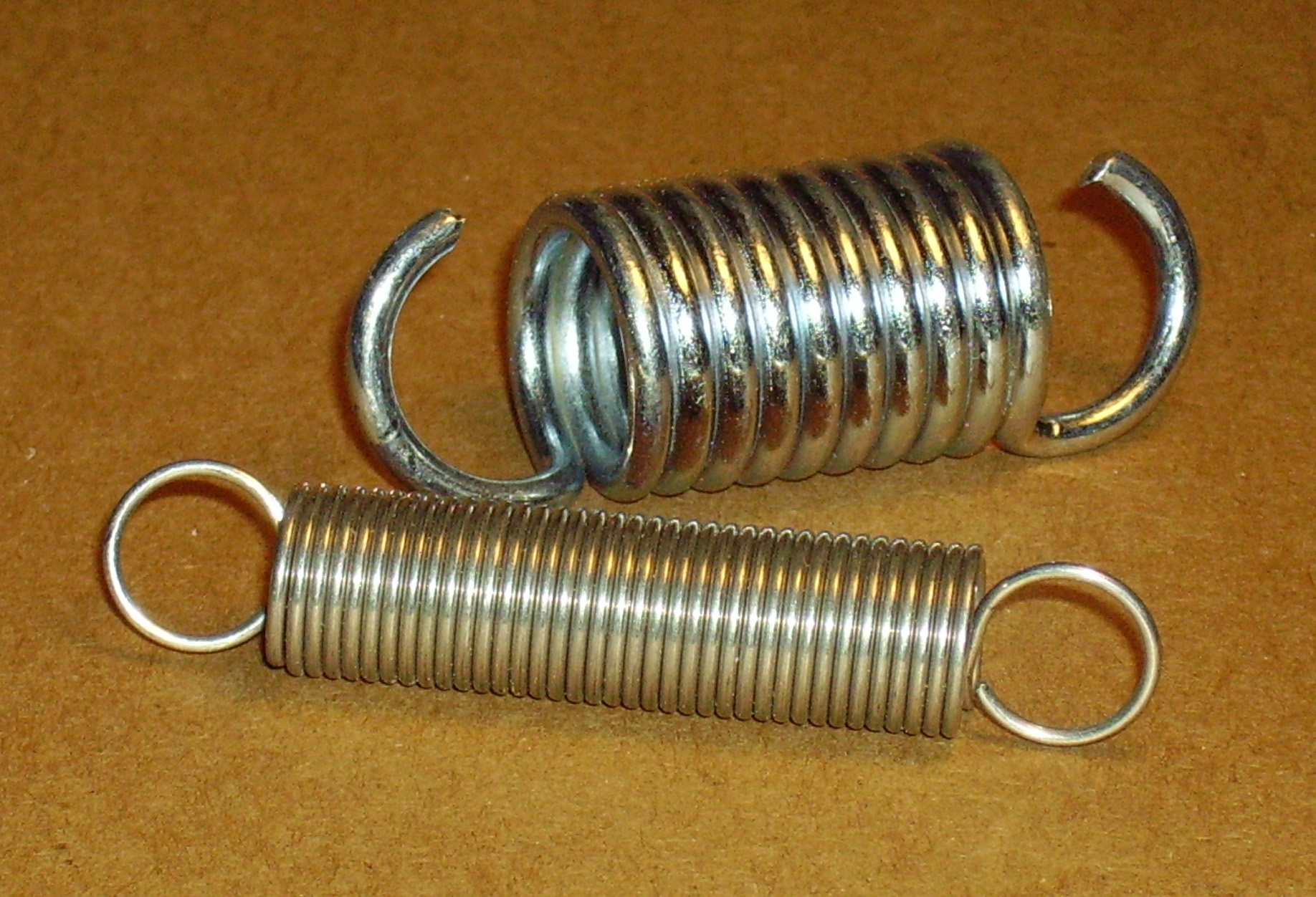
Витая цилиндрическая пружина растяжения.

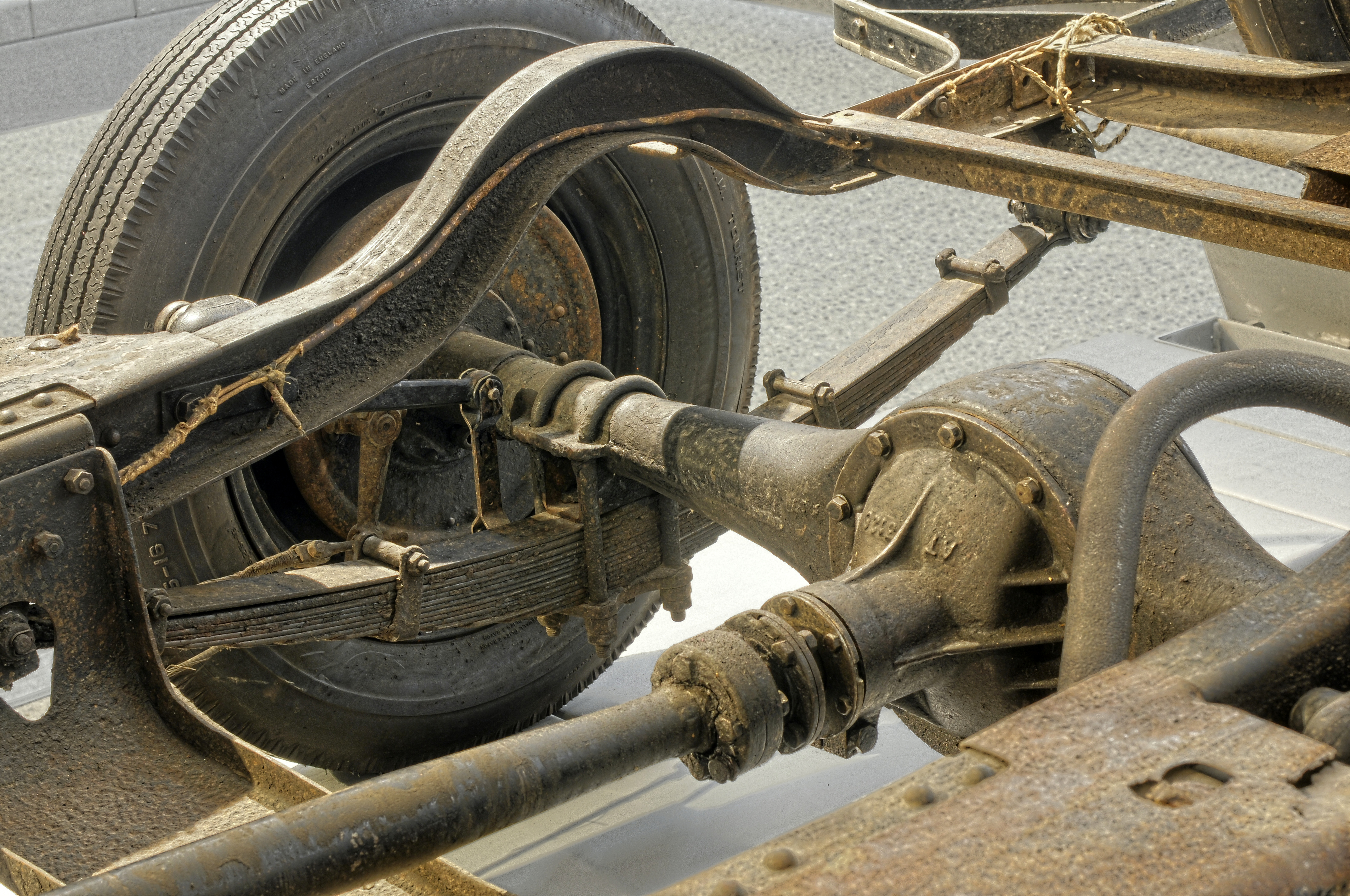
Рессора

Пружи́на — упругий элемент машин и различных механизмов, накапливающий и отдающий, или поглощающий механическую энергию.

## История
Исторически первыми упругими элементами, применяемыми человеком, считаются различные бытовые пинцеты и прищепки-зажимы, луки и удочки.

## Теория

### Общий принцип функционирования
С точки зрения классической физики, пружину можно рассматривать как устройство, накапливающее потенциальную энергию путём изменения расстояния между атомами эластичного материала.
Витые металлические пружины преобразуют деформацию сжатия/растяжения пружины в деформацию кручения материала из которого она изготовлена, и наоборот, деформацию кручения пружины в деформацию растяжения и изгиба металла, многократно усиливая коэффициент упругости за счёт увеличения длины проволоки противостоящей внешнему воздействию. Волновые пружины сжатия подобны множеству последовательно/параллельно соединённых рессор, работающих на изгиб.

### Пружины и дефиниция силы
В физике не существует консенсусного определения понятия «сила». Один из методически корректных (в том смысле, что не искажает ситуацию и не создаёт дефиниционного порочного круга) подходов состоит в том, что дача определения заменяется изложением не опирающегося на какие-либо законы (например, на второй закон Ньютона) способа измерения сил. Если некая оговорённым образом изготовленная пружина при конкретном её растяжении {\displaystyle \Delta l_{0}} объявлена источником единичной силы {\displaystyle F_{0}}, принцип суперпозиции позволит выставлять значения силы {\displaystyle F_{c}=2F_{0}\cos(\alpha /2)} от 0 до {\displaystyle 2F_{0}} при наличии двух «пружин {\displaystyle F_{0}}», размещённых под углом {\displaystyle \alpha }, а любая исследуемая сила может быть измерена уравновешением её подбором {\displaystyle F_{c}} через варьирование {\displaystyle \alpha } (при наличии большего числа пружин доступный диапазон расширяется). Получается, что пружины играют роль инструмента при фундаментальных измерениях силы.

### Соотношение деформация—сила
В теории упругости законом Гука установлено, что растяжение эластичного стержня пропорционально приложенной к нему силе, направленной вдоль его оси. То же, как правило, относится и к пружинам:
{\displaystyle F=k\,\Delta l},
где {\displaystyle \Delta l} — растяжение/сжатие, а {\displaystyle k} — жёсткость. В реальности этот закон выполняется не точно, а только при малых растяжениях и сжатиях. Если напряжение превышает определённый предел (предел текучести), в материале наступают необратимые нарушения его структуры, и деталь разрушается или получает необратимую деформацию. Многие реальные материалы не имеют чётко обозначенного предела текучести, и закон Гука к ним неприменим. В таком случае, для материала устанавливается условный предел текучести.
Для измерений, описанных в предыдущем подразделе, выполнение или невыполнение закона Гука непринципиально, достаточно лишь свойства упругости, то есть возвращаемости пружины к исходному состоянию после снятия деформирующей нагрузки.

### Оценка коэффициента жёсткости
Витая цилиндрическая пружина сжатия или растяжения, намотанная из цилиндрической проволоки и упруго деформируемая вдоль оси, имеет коэффициент жёсткости
{\displaystyle k={\frac {G\cdot d_{\mathrm {D} }^{4}}{8\cdot d_{\mathrm {F} }^{3}\cdot n}},}
где: dD — диаметр проволоки; dF — диаметр намотки (измеряемый от оси проволоки); n — число витков; : G — модуль сдвига (для обычной стали G ≈ 80 ГПа, для меди ~ 45 ГПа).

## Виды пружин

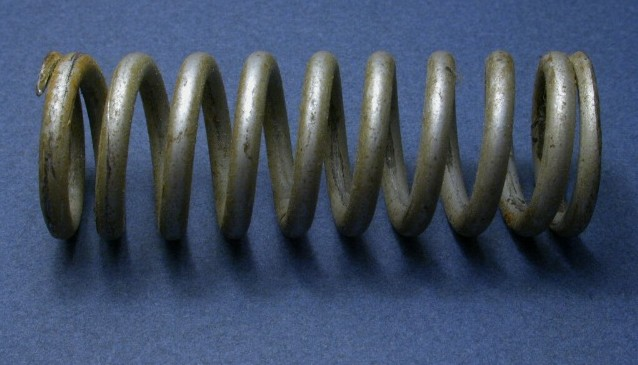
Витая цилиндрическая пружина сжатия из чугуна.

По виду воспринимаемой нагрузки:
- пружины сжатия;
- пружины растяжения;
- пружины кручения;
- пружины изгиба.

Пружины растяжения — рассчитаны на увеличение длины под нагрузкой. В ненагруженном состоянии обычно имеют сомкнувшиеся витки. На концах для закрепления пружины на конструкции имеются крючки или кольца.
Пружины сжатия — рассчитаны на уменьшение длины под нагрузкой. Витки таких пружин без нагрузки не касаются друг друга. Концевые витки поджимают к соседним и торцы пружины шлифуют. Длинные пружины сжатия, во избежание потери устойчивости, ставят на оправки или стаканы, либо используют менее габаритные волновые пружины.
У пружин растяжения-сжатия под действием постоянной по величине силы витки испытывают напряжения двух видов: изгиба и кручения.
Пружина изгиба — применяется для передачи упругих деформаций при незначительных изменениях геометрических размеров пружины или пакета пружин (рессоры, тарельчатые пружины). Они имеют разнообразную простую форму (торсионы, стопорные кольца и шайбы, упругие зажимы, элементы реле и т. п.)
Пружины кручения — могут быть двух видов:
- торсионные — стержень, работающий на кручение (имеет большую длину, чем витая пружина)
- витые пружины, работающие на кручение (как в бельевых прищепках, в мышеловках и в канцелярских дыроколах).

В приборостроении известна пружина Бурдона — трубчатая пружина в манометрах для измерения давления, играющая роль чувствительного элемента.
По конструкции:
- витые цилиндрические (винтовые);
- витые конические (амортизаторы);
- спиральные (в балансе часов);
- плоские;
- пластинчатые (например, рессоры);
- тарельчатые;
- волновые
- торсионные;
- телескопические (секатор);
- мембранные, с нелинейной характеристикой в клавиатурах;
- конструктивные (пинцет);
- жидкостные;
- газовые.

## Основные параметры пружин

Силовые характеристики пружин: 1 — растущая, 2 — линейная, 3 — падающая, 4 — постоянная, 5 — ступенчатая

Для витых цилиндрических и конических:
- количество витков
- шаг витка
- диаметр проволоки
- предельно воспринимаемая нагрузка
- линейная зависимость между деформацией (осадкой) пружины и нагрузкой, приложенной к ней

Для волновых:
- сечение ленты
- число витков
- число волн на виток
- коэффициент жёсткости
- предельная нагрузка

также усталостные характеристики материалов.

## Материал и технология изготовления

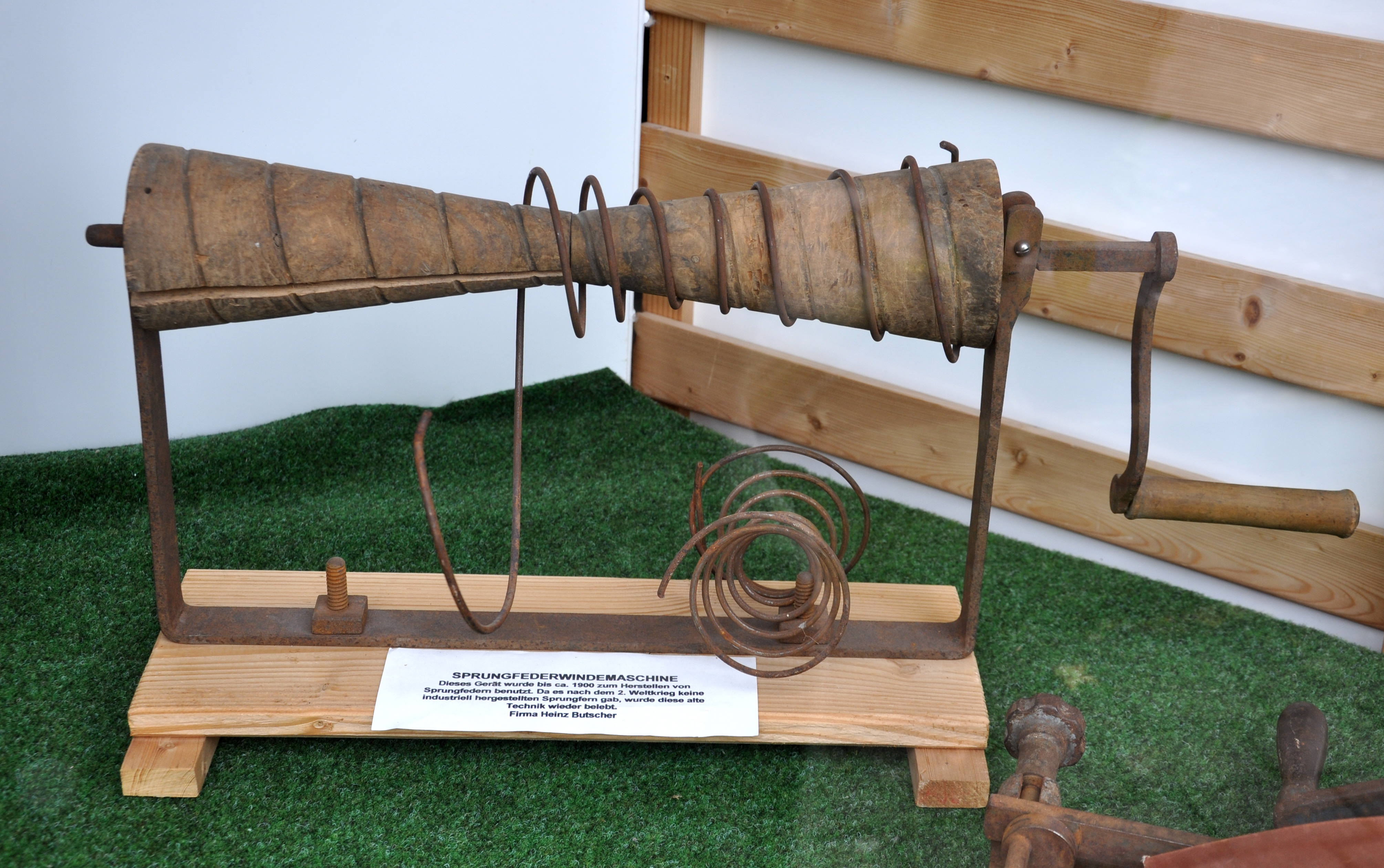
Историческая навивочная машина в музее Бордесхольма

Пружина может быть изготовлена из любого материала, имеющего достаточно высокие прочностные и упругие свойства (сталь, пластмасса, дерево, фанера, даже картон).
Материал различных резин имеет упругие свойства, не требующие придания ей особой формы, и часто применяется в прямом виде, однако из-за менее определённых характеристик в точных машинах используется реже.
Стальные пружины общего назначения изготавливают из высокоуглеродистых сталей, (У9А-У12А, 65, 70), легированных марганцем, кремнием, ванадием (65Г, 60С2А, 65С2ВА). Для пружин, работающих в агрессивных средах, применяют нержавеющую сталь (12Х18Н10Т), бериллиевую бронзу (БрБ-2), кремнемарганцевую бронзу (БрКМц3-1), оловянноцинковую бронзу (БрОЦ-4-3), титановые и никелевые сплавы, чугуны.
Небольшие пружины можно навивать из готовой проволоки, в то время как мощные изготавливаются из отожжённой стали и закаляются уже после формовки. После закалки пружины подвергаются среднему отпуску при температурах 450—480 градусов Цельсия. После отпуска пружины охлаждаются на воздухе.

## Применение пружин

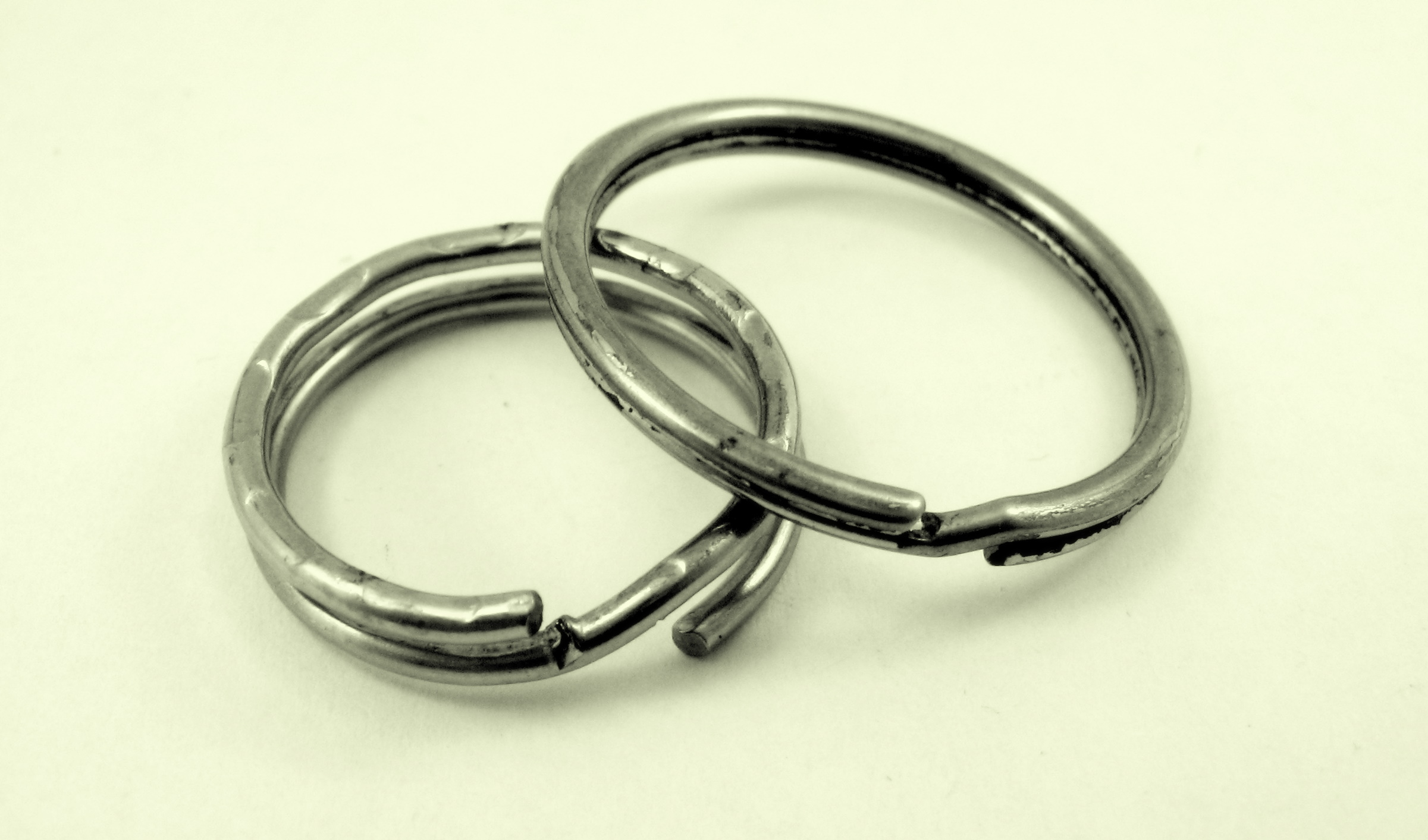
Одна из самых известных пружин — кольцо для ключей

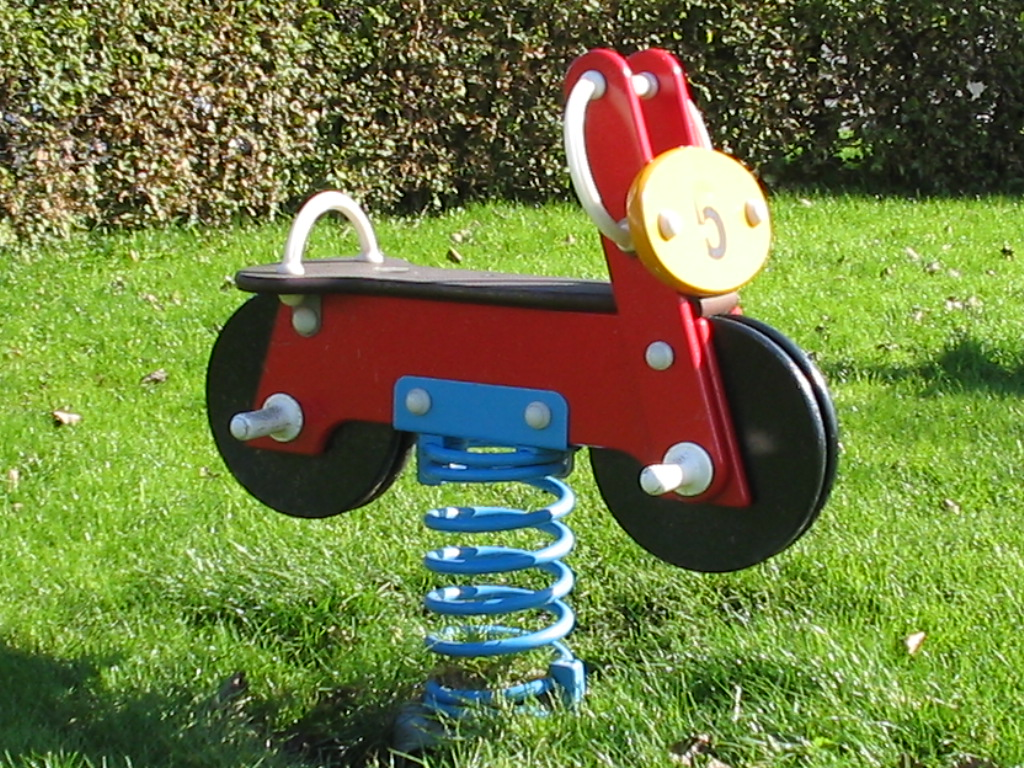
Качалка на пружине — часто встречающийся атрибут городских детских площадок

Пружина — один из самых широко применяемых элементов механизмов, конструкций, приборов. Используется для компенсации размерных неточностей, износа, снятия вибраций, как накопитель энергии, для простого измерения давления, веса, усилий и ускорений; предохранения от ударов и перегрузок.
В мягкой мебели и мебельных петлях и лифтах, в кнопках-застёжках, в карабинах, пружинных булавках, пружинных весах, отбойных молотках, в современных рельсовых скреплениях, в сцеплении, в механизмах часов, простых механических автоматах. Гидравлическая аппаратура не мыслима без пружин, упругость необходима для работы кнопок и клавиш управляющих устройств, спусковых механизмов и взрывателей.

### В канцелярских товарах
- скрепки и канцелярские прищепки
- авторучки и механические карандаши
- степлеры и дыроколы

### В строительстве
- Простейшие доводчики без гасителей для калиток и дверей интенсивного пользования, в холодном климате для тамбуров.
- В возвратных механизмах ручных жалюзи, роликовых ставен и тяжелых секционных ворот.
- В клапанах направления движения в общественных местах.
- В лифтовых буферах.
- В строениях и конструкциях на неустойчивых грунтах, в геологически активных местностях, как гаситель сейсмических волн.

### В пресс-формах и штампах
В пресс-формах и штампах применяются пружины сжатия с прямоугольным сечением проволоки, они называются инструментальными пружинами. Благодаря прямоугольному сечению проволоки, пружина имеет более жесткие пружинные свойства при относительно небольших размерах, что очень удобно для размещения их в пресс-формы и штампы.

### В огнестрельном оружии
- Боевая пружина, возвратная пружина, пружина магазина
- В симуляции оружия, оружие для страйкбола — пружина обычно используется для выталкивания снаряда в пружинно-поршневых винтовках.

### В механизмах постоянной силы
Конструкция механизма или самой пружины обеспечивает постоянное усилие на грузонесущем элементе в определенном диапазоне перемещения.
- Опоры постоянного усилия для трубопроводов
- Роликовые пружины постоянного усилия или момента
- Уплотнения трубопроводной арматуры
- Заданная нагрузка для плавающих подшипников